# Aigle d'Ayres
Hieraaetus ayresii
Espèce
Statut de conservation UICN

 LC  : Préoccupation mineure
Statut CITES
L'Aigle d'Ayres (Hieraaetus ayresii) est une espèce d'oiseau de la famille des Accipitridae.

## Répartition
Cet oiseau vit en Afrique subsaharienne (rare en Afrique australe).
Il peuple les forêts ouvertes, souvent en altitude, les savanes et les forêts riveraines.